# Bulharské republikánské referendum (1946)

Znak Bulharska

Referendum o vyhlášení republiky se konalo v Bulharsku dne 8. září 1946. Hlavním iniciátorem referenda byla Komunistická strana Bulharska pod dohledem sovětských ozbrojených sil. Výsledek referenda byl 95,6 % ve prospěch změn, přičemž účast měla být 91,7 %. Na základě referenda byla následujícího roku zavedena republikánská ústava.

## Výsledky
| Volba                       | Hlasy     | %    |
| --------------------------- | --------- | ---- |
| Republika                   | 3 833 183 | 95,6 |
| Monarchie                   | 175 231   | 4,4  |
| Neplatné/prázdné hlasy      | 124 507   | –    |
| Celkem                      | 4 132 921 | 100  |
| Registrovaných voličů/účast | 4 509 354 | 91,7 |
| Zdroj: Nohlen & Stöver      |           |      |